# Kevin Ayers
Kevin Ayers (Herne Bay, 16 augustus 1944 – Montolieu, 18 februari 2013) was een Brits musicus. Hij was een musicus in de Canterbury-scene, maar was daar vrij marginaal bij betrokken.

## Biografie
Ayers werd geboren in Engeland, maar bracht een groot deel van zijn jeugd door in Maleisië. Daarna heeft hij zich nooit meer echt thuisgevoeld in Engeland. De vrijheid, spontaniteit, en ongedwongenheid van het leven in het Oosten hadden hun sporen diep getrokken. Eind jaren zeventig verhuisde Ayers naar Mallorca, om in de jaren negentig naar Zuid-Frankrijk te verhuizen.
Hij begon zijn muzikale carrière in 1964-1965, als leadzanger van The Wilde Flowers. Ayers voelde zich sterk aangetrokken tot de ongedwongen sfeer die hing in de groep rond Robert Wyatt, die hun verzamelplaats hadden in het herenhuis van Wyatts moeder. Met het splitsen van The Wilde Flowers ging Ayers mee naar Soft Machine. De excentrieke miljonair Wes Brunson had hen met zijn geld de kans gegeven een band te beginnen. Soft Machine kende direct succes, zij het beperkt tot Londen. De opkomst paste precies met de opkomst van de psychedelische undergroundmuziek. Soft Machine ging naar Londen en werd een van de vaste spelers van de UFO Club in Tottenham Court Road. Na een tournee door Frankrijk in 1967 bleef Daevid Allen daar achter en ging Soft Machine door als trio van Ayers met Robert Wyatt en Mike Ratledge.
In de eerste twee jaar van die band draaide hij zeer actief mee. De eerste elpee van Soft Machine werd in New York opgenomen. Er staat een aantal nummers op die door Ayers zijn geschreven. De Amerikaanse tournee van een half jaar van Soft Machine in het voorprogramma van Jimi Hendrix was voor Ayers een breekpunt, het toeren putte hem te veel uit. Hij trok zich terug en ondernam zijn eerste soloactiviteiten.
Ayers' eerste soloalbum, Joy of a Toy, werd in 1969 opgenomen. Hierop werkte hij ook voor het eerst samen met David Bedford, een samenwerking die lang stand zou houden. Het album is bijzonder, maar kreeg niet de aandacht die het verdiende. In zijn eentje kon Ayers het album ook niet promoten, daar had hij een band voor nodig.

## The Whole World
Samen met Bedford, Lol Coxhill en de nog heel jonge Mike Oldfield begon Ayers de band The Whole World. De band kende naast deze vier nog een drummer, maar geen van de drummers bleef lang meespelen. De groep bracht maar één album uit: Shooting at the Moon uit 1970.
Na het uiteenvallen van The Whole World draaide Ayers in 1971 en '72 een tijdje mee in Allens band Gong. Daevid Allen was voor hem altijd een voorbeeld en vriend geweest. Maar ook hier was het rondreizen en toeren Ayers al snel te veel. Zijn volgende stap was dat hij samen met bassist Archie Leggett de liveshow Banana Follies opzette, waarmee zij een tijdlang door Engeland toerden. De twee vormden de spil; de andere musici die in de toer meespeelden, wisselden voortdurend. Tegen 1974 was er één speler die wel heel vaak meedeed, gitarist Peter 'Ollie' Halsall. Tot zijn overlijden in 1992 zou Halsall zo vaak mogelijk deel uitmaken van Ayers' band.
Midden 1974 speelde Ayers een concert samen met Nico, Eno en John Cale. De opnamen van het concert werden in recordtijd op langspeelplaat uitgebracht. De volgende studio-elpee, Sweet Deceiver, was een nachtmerrie voor Ayers. De producer had de muziek van Ayers niet begrepen, het album flopte en Ayers' zelfvertrouwen kreeg een forse knauw. Hij vluchtte weer naar Mallorca en zou pas weer op het toneel verschijnen toen Harvest Records, de maatschappij waar zijn eerste elpees waren uitgebracht, verzamelwerk van hem uitbracht dat het verrassend goed deed. Harvest bood hem een nieuw contract aan, en de opnamen voor een nieuwe elpee begonnen. Yes We Have No Mananas gooide hoge ogen, en Ayers trok een poosje met een band rond met daarin onder meer Andy Summers (later in The Police). De opvolger van het album zou geruisloos uitgebracht worden en wegzinken, de muziekwereld was opeens in de greep van de punk en niet meer geïnteresseerd in Ayers' werk.
Eind jaren zeventig trok Ayers zich meer en meer terug op Mallorca. Met zijn volgende albums had Ayers weinig succes in Engeland en Amerika, maar hij werd wel nog steeds warm ontvangen op het Europese vasteland, met name in Spanje en Nederland. Hij bleef wel albums uitbrengen, maar het tempo waarin dit gebeurde, was veel lager, en de originaliteit van de albums uit de jaren tachtig kon ook niet tippen aan die van de eerste golf.
Tot 1988, toen er met Falling Up weer een prachtig en origineel album geproduceerd werd. Met de cd-hausse kwamen er ook allerlei heruitgaven op de markt, die dit album echter dreigden te overvleugelen.
In de jaren negentig ging Ayers zich weer actiever met muziek bezighouden. In 1992 kwam Still Life with Guitar uit en ging hij weer toeren. Tijdens die tournee overleed in mei 1992 in Madrid Ollie Halsall, wat hard aankwam. In tegenstelling tot bij eerdere tegenslagen ging Ayers nu wel door, en in de jaren erna was hij drukker dan ooit met optredens, met zijn Kevin Ayers-band en vanaf 1994 ook samen met de Wizards of Twiddly.
Begin jaren tweeduizend toerde Kevin Ayers weer uitgebreid op het Europese vasteland. Veel van zijn optredens waren niet met een band maar in een duo met gitarist Carl Bowry (ex-Wizards of Twiddly). Veel nieuw uitgebrachte cd's zijn echter oude opnamen, met uitzonderingen, zoals Turn the Lights Down, een cd met opnamen van de tournee in 1995.

## Discografie
| 1967 | Soft Machine                             | Soft Machine |
| 1969 | Kevin Ayers                              | Joy of a Toy |
| 1970 | Kevin Ayers & The Whole World            | Shooting at the Moon |
| 1970 | Kevin Ayers                              | Looking for Amusement (Live Netherlands '70) |
| 1972 | Kevin Ayers                              | Whatevershebringswesing met Stranger in Blue Suede Shoes                                                                                                  |
| 1973 | Kevin Ayers                              | Bananamour |
| 1974 | Kevin Ayers                              | The Confessions of Dr. Dream and Other Stories |
| 1974 | Kevin Ayers, John Cale, Eno & Nico       | June 1, 1974 |
| 1974 | Lady June                                | Lady June's Linguistic Leprosy (Ayers speelt, zingt en componeert mee)                                                                                    |
| 1975 | Kevin Ayers                              | Sweet Deceiver |
| 1976 | Kevin Ayers                              | Odd Ditties |
| 1976 | Kevin Ayers                              | Yes We Have No Mananas, So Get Your Mananas Today |
| 1978 | Kevin Ayers                              | Rainbow Takeaway |
| 1980 | Kevin Ayers                              | That's What You Get, Babe |
| 1983 | Kevin Ayers                              | The Kevin Ayers Collection (verzamelalbum) |
| 1983 | Kevin Ayers                              | Diamond Jack and the Queen of Pain |
| 1984 | Kevin Ayers                              | Deià... vu |
| 1986 | Kevin Ayers                              | As Close As You Think |
| 1988 | Kevin Ayers                              | Falling Up |
| 1989 | Kevin Ayers                              | Banana Productions: The Best Of (verzamelwerk met materiaal van 1969-1978)                                                                                |
| 1992 | Kevin Ayers                              | Still Life with Guitar |
| 1992 | Kevin Ayers                              | BBC Live in Concert |
| 1992 | Kevin Ayers                              | Document Series Presents Kevin Ayers |
| 1996 | Kevin Ayers                              | Singing the Bruise (The BBC Sessions, 1970-72) |
| 1996 | Kevin Ayers                              | First Show in the Appearance Business (The BBC Sessions, 1973-76)                                                                                         |
| 1997 | Kevin Ayers, Mike Oldfield, Robert Wyatt | Garden of Love |
| 1998 | Kevin Ayers & Archibald                  | Banana Follies |
| 1998 | Kevin Ayers                              | Too Old to Die Young |
| 2000 | Kevin Ayers & The Wizards of Twiddly     | Turn the Lights Down |
| 2004 | Kevin Ayers                              | Alive in California |
| 2005 | Kevin Ayers                              | The BBC Sessions 1970-1976 (dubbel-cd met alles van Singing the Bruise en First Show in the Appearance Business plus vijf niet eerder uitgegeven nummers) |
| 2007 | Kevin Ayers                              | The Unfairground |
| 2008 | Kevin Ayers & The Whole World            | Hyde Park Free Concert |
| 2008 | Kevin Ayers                              | What More Can I Say |

### NPO Radio 2 Top 2000
Van Kevin Ayers stond alleen Stranger in blue suede shoes in 2000 in de NPO Radio 2 Top 2000, op plek 1746.
- Biblioteca Nacional de España: XX1043494
- Bibliothèque nationale de France: cb13944475x (data)
- Gemeinsame Normdatei: 134629477
- International Standard Name Identifier: 0000 0000 7822 2667
- Library of Congress Control Number: n94064827
- MusicBrainz: ad4ba77a-2382-4367-b687-89d38c58e16d
- Nationale Bibliotheek van Tsjechië: xx0036713
- Nationale Bibliotheek van Israël: 987007324794405171
- Nederlandse Thesaurus van Auteursnamen: 070848483
- Système universitaire de documentation: 085648752
- Virtual International Authority File: 39567126
- WorldCat: E39PBJwCVjcjr3tRdpywXkqhHC